# 하동 류씨
하동 류씨(河東柳氏)는 중국을 대표하는 유(柳:류)씨 성본이다. 중국 3세기 말기에 선비족이 북위를 건국하자, 한족들의 대부분은 남부로 낙향하였는데, 청하 최씨, 태원 곽씨, 범양 노씨, 하동 유씨 등은 낙향하지 않고, 북위에서 살았다. 
북위 때 청하 최씨, 태원 곽씨, 범양 노씨, 하동 유씨는 선비족 8성에 대응하는, 한족을 대표하는 4성본이었다. 이 가운데 청하 최씨 최호(북위)는 북위 태무제 때 국사를 간행하였는데, 한족사관에 입각하여 선비족을 비하하고, 이 내용을 비석에도 새겨 넣았다. 
태무제와 선비족들은 국사의 내용을 분노하여, 최호의 청하 최씨와 태원 곽씨, 범양 노씨, 하동 유씨를 대대적으로 숙청하였다.